# Släggkastning för herrar i friidrott vid olympiska sommarspelen 1992
Släggkastning för herrar vid olympiska sommarspelen 1992 i Barcelona avgjordes 1-2 augusti. 

## Medaljörer
| Gren          | Guld                    | Guld    | Silver                 | Silver  | Brons              | Brons   |
| Släggkastning | Andrej Abduvaljev · OSS | 82,54 m | Igor Astapkovitj · OSS | 81,96 m | Igor Nikulin · OSS | 81,38 m |

## Resultat

### Kval

#### Grupp A
| Placering | Totalt | Idrottare                 | Försök | Försök | Försök | Längd   | Noteringar |
| Placering | Totalt | Idrottare                 | 1      | 2      | 3      | Längd   | Noteringar |
| --------- | ------ | ------------------------- | ------ | ------ | ------ | ------- | ---------- |
| 1         | —      | Jud Logan (USA)           | 78.40  | —      | —      | 78.40 m |            |
| 2         | 3      | Jüri Tamm (EST)           | 71.76  | 75.24  | 78.16  | 78.16 m |            |
| 3         | 5      | Igor Astapkovitj (EUN)    | 76.50  | —      | —      | 76.50 m |            |
| 4         | 9      | Enrico Sgrulletti (ITA)   | 75.40  | 75.40  | X      | 75.40 m |            |
| 5         | 10     | Johann Lindner (AUT)      | 75.28  | 75.24  | 74.02  | 75.28 m |            |
| 6         | 11     | Heinz Weis (GER)          | 74.86  | 74.64  | X      | 74.86 m |            |
| 7         | 16     | Raphaël Piolanti (FRA)    | X      | 73.22  | 71.98  | 73.22 m |            |
| 8         | 18     | Frédéric Kuhn (FRA)       | 71.20  | 71.76  | 71.64  | 71.76 m |            |
| 9         | 19     | Andrés Charadia (ARG)     | 70.82  | 70.64  | X      | 70.82 m |            |
| 10        | 20     | Benjaminas Viluckis (LTU) | 70.54  | X      | 70.54  | 70.54 m |            |
| 11        | 21     | Plamen Minev (BUL)        | 68.78  | X      | 69.90  | 69.90 m |            |
| 12        | 22     | Paul Head (GBR)           | X      | 69.58  | 65.64  | 69.58 m |            |
| 13        | 24     | Pavel Sedláček (TCH)      | 67.76  | 64.98  | 67.34  | 67.76 m |            |

#### Grupp B
| Placering | Totalt | Idrottare                | Försök | Försök | Försök | Längd   | Noteringar |
| Placering | Totalt | Idrottare                | 1      | 2      | 3      | Längd   | Noteringar |
| --------- | ------ | ------------------------ | ------ | ------ | ------ | ------- | ---------- |
| 1         | 1      | Igor Nikulin (EUN)       | 74.20  | 79.08  | —      | 79.08 m |            |
| 2         | 2      | Andrej Abduvaljev (EUN)  | 78.82  | —      | —      | 78.82 m |            |
| 3         | 4      | Lance Deal (USA)         | X      | 75.58  | 77.00  | 77.00 m |            |
| 4         | 6      | Tibor Gécsek (HUN)       | 76.48  | —      | —      | 76.48 m |            |
| 5         | 7      | Christophe Épalle (FRA)  | 76.24  | —      | —      | 76.24 m |            |
| 6         | 8      | Sean Carlin (AUS)        | 74.48  | 74.38  | 75.90  | 75.90 m |            |
| 7         | 12     | Bi Zhong (CHN)           | 70.66  | X      | 74.30  | 74.30 m |            |
| 8         | 13     | Savvas Saritzoglou (GRE) | X      | 73.06  | 74.16  | 74.16 m |            |
| 9         | 14     | Claus Dethloff (GER)     | 73.12  | 73.64  | 73.36  | 73.64 m |            |
| 10        | 15     | Tore Gustafsson (SWE)    | 73.52  | X      | 71.92  | 73.52 m |            |
| 11        | 17     | Ivan Tanev (BUL)         | 70.20  | 71.16  | 72.62  | 72.62 m |            |
| 12        | 23     | Kenneth Flax (USA)       | 69.04  | X      | 69.36  | 69.36 m |            |
| 13        | 25     | Waleed Al-Bakheet (KUW)  | X      | X      | 63.94  | 63.94 m |            |
| 14        | 26     | Rashid Alameeri (BRN)    | X      | X      | 56.08  | 56.08 m |            |

### Final
| Placering | Idrottare               | Försök | Försök | Försök | Försök | Försök | Försök | Längd   | Noteringar |
| Placering | Idrottare               | 1      | 2      | 3      | 4      | 5      | 6      | Längd   | Noteringar |
| --------- | ----------------------- | ------ | ------ | ------ | ------ | ------ | ------ | ------- | ---------- |
| 1         | Andrej Abduvaljev (EUN) | 78.56  | 80.18  | 80.34  | 82.54  | 79.12  | 82.24  | 82.54 m |            |
| 2         | Igor Astapkovitj (EUN)  | 80.02  | X      | 81.80  | 78.08  | 81.70  | 81.96  | 81.96 m |            |
| 3         | Igor Nikulin (EUN)      | 78.46  | 78.56  | X      | 78.32  | 80.44  | 81.38  | 81.38 m |            |
| 4         | Tibor Gécsek (HUN)      | 77.78  | 75.78  | X      | 75.54  | X      | 76.58  | 77.78 m |            |
| 5         | Jüri Tamm (EST)         | 76.36  | 77.00  | X      | 76.80  | 75.82  | 77.52  | 77.52 m |            |
| 6         | Heinz Weis (GER)        | 76.72  | X      | 76.90  | X      | 75.32  | 76.28  | 76.90 m |            |
| 7         | Lance Deal (USA)        | X      | 76.84  | 74.92  | X      | 75.06  | 76.42  | 76.84 m |            |
|           |                         |        |        |        |        |        |        |         |            |
| 8         | Sean Carlin (AUS)       | 75.08  | 76.16  | 75.10  |        |        |        | 76.16 m |            |
| 9         | Johann Lindner (AUT)    | 75.14  | 73.36  | 74.26  |        |        |        | 75.14 m |            |
| 10        | Christophe Epalle (FRA) | 74.24  | 74.84  | 74.74  |        |        |        | 74.84 m |            |
| 11        | Enrico Sgrulletti (ITA) | 72.98  | 72.34  | X      |        |        |        | 72.98 m |            |
| —         | Jud Logan (USA)         | —      | —      | —      |        |        |        | DSQ     |            |